# Буківсько (гміна)
Гміна Буківсько (пол. Gmina Bukowsko) — сільська гміна у східній Польщі. Належить до Сяноцького повіту Підкарпатського воєводства.
Належить до прадавніх українських етнічних земель з часів Київської Русі. Основна маса місцевого українського населення була насильно переселена в СРСР в 1946 р., деякі родини — під час операції «Вісла» в 1947 р.
Станом на 31 грудня 2011 у гміні проживало 5490 осіб.

## Територія
Згідно з даними за 2007 рік площа гміни становила 138.20 км², у тому числі:
- орні землі: 53,00%
- ліси: 36,00%

Таким чином, площа гміни становить 11,28% площі повіту.

## Солтиства
- Буківсько (Bukowsko)
- Волиця (Wolica)
- Воля Петрова (Wola Piotrowa)
- Воля Сенькова (Wola Sękowa)
- Дудинці (Dudyńce)
- Збоїська (Zboiska)
- Карликів (Karlików)
- Нагоряни (Nagórzany)
- Надоляни (Nadolany)
- Новотанець (Nowotaniec)
- Побідно (Pobiedno)
- Токарня (Tokarnia)

## Колишні села
- Белхівка (Bełchówka) — 1451-1947
- Вигнанка (Wygnanka)
- Воля Яворова (Wola Jaworowa)
- Кам'яне (Kamienne) — 1553-1947
- Прибишів (Przybyszów) — 1553-1947
- Ратнавиця (Ratnawica) — 1449-1947

## Історія
Об'єднана сільська гміна Буківсько Сяніцького повіту Львівського воєводства утворена 1 серпня 1934 р. внаслідок об'єднання дотогочасних (збережених від Австро-Угорщини) громад сіл (гмін): Белхівка, Буківсько, Нагоряни, Надоляни, Небещани, Новотанець, Ратнавиця, Токарня, Воля Петрова, Воля Сенькова, Волиця, Збоїська.

## Релігія
До виселення лемків у 1945 році в СРСР та депортації в 1947 році в рамках акції Вісла у селах гміни були греко-католицькі церкви парафій Буківського деканату:
- парафія Волиця: Волиця, Ратнавиця, Белхівка, Збоїська, Буківсько
- парафія Карликів: Карликів, Прибишів, Воля Петрова
- парафія Пельня: Дудинці, Побідно
- парафія Полонна: Кам'яне
- парафія Воля Сенькова: Воля Сенькова, Нагоряни, Надоляни, Новотанець
- парафія Токарня: Токарня

## Населення
Станом на 31 грудня 2011:
| Опис     | Загалом | Загалом | Чоловіки | Чоловіки | Жінки | Жінки |
| -------- | ------- | ------- | -------- | -------- | ----- | ----- |
| одиниця  | осіб    | %       | осіб     | %        | осіб  | %     |
| все      | 5490    | 100     | 2751     | 50.11    | 2739  | 49.89 |
| міське   | 0       | 100     | 0        |          | 0     |       |
| сільське | 5490    | 100     | 2751     | 50.11    | 2739  | 49.89 |

## Сусідні гміни
Гміна Буківсько межує з такими гмінами: Загір'я, Заршин, Команча, Риманів, Сянік.